# Голякова, Яна Александровна
Яна Александровна Голякова (бел. Яна Аляксандраўна Галякова; род. 11 февраля 2001, Гродно) — белорусская профессиональная баскетболистка.

## Карьера
Воспитанница гродненского баскетбола. Начинала свою карьеру в местной команде «Виктория». Затем Голякова перешла в «Олимпию», в составе которой становилась бронзовым призером Чемпионата Белоруссии. В 2021 года переехала в Россию. Некоторое время находилась в системе УГМК, после чего продолжила карьеру в клубе Суперлиги 2 «ПАРМА-КОР» (Пермь). По итогам сезона 2021/22 Голякова заняла третье место в списке самых результативных игроков чемпионата. Параллельно участвовала в АСБ. В поединке Студенческой лиги РЖД против команды «ЧГУ-Атланта» (Чебоксары) Голякова набрала 51 очко — благодаря этому результату она попала в десятку игроков турнира, набиравших наибольшее количество очков за встречу.
В июле 2022 года белорусская баскетболистка приняла решение продолжить свою карьеру в клубе женской Суперлиги «Энергия» (Иваново). В ноябре того же года вместе с оранжево-черными завоевала бронзу в Кубке России по баскетболу 3x3. Чуть ранее в большом баскетболе она выиграла с оранжево-черными серебро в дебютном розыгрыше Кубка Д.Я. Берлина: в данном турнире принимали участие команды из Суперлиги и Высшей лиги. После окончания сезона перешла в другой клуб Суперлиги - «Казаночку».

## В сборной
Выступала за юниорские сборные Беларуссии. Участница двух Первенств Европы (U16), Еврочелленджера (U20) и других международных турниров.
В феврале 2021 года привлекалась к составу сборной Белоруссии на матчи квалификации на Чемпионат Европы 2021 года. Является членом женской сборной Белоруссии по баскетболу 3x3.

## Достижения

### Баскетбол
- Бронзовый призер Чемпионата Белоруссии (1): 2020/21.
- Финалист Кубка Д.Я. Берлина (1): 2022.

### Баскетбол 3x3
- Бронзовый призер Кубка России (1): 2022.